# SNC Demo-1
Ten artykuł dotyczy przyszłego wydarzenia. Informacje w nim zawarte mogą się zmienić wraz z pojawieniem się nowych faktów, a początkowe doniesienia mogą być niepewne. Ostatnie aktualizacje tego artykułu mogą nie odzwierciedlać najbardziej aktualnych informacji.
SNC Demo-1 (znany również jako Dream Chaser Demo-1) – pierwszy planowany lot statku kosmicznego Dream Chaser na pokład Międzynarodowej Stacji Kosmicznej w ramach kontraktu Commercial Resupply Services. Start misji jest zaplanowany na czerwiec 2024 roku i odbędzie się w ramach drugiego lotu rakiety nośnej Vulcan Centaur należącej do United Launch Alliance. Pod koniec swojej misji statek kosmiczny Dream Chaser wejdzie w atmosferę, po czym wyląduje na pasie Shuttle Landing Facility znajdującego się w Centrum Kosmicznym Johna F. Kennedy’ego.

## Statek kosmiczny
Statek kosmiczny Dream Chaser, który zostanie wykorzystany w misji SNC Demo-1 nosi nazwę Tenacity. Podczas misji w przestrzeń kosmiczną zostanie wyniesiony także moduł ładunkowy statku Dream Chaser o nazwie Shooting Star, który ma możliwość wyniesienia w przestrzeń kosmiczną 4536 kilogramów ładunku użytecznego. Podczas misji, Shooting Star będzie dodatkowo służyć jako źródło zasilania statku.

## Misja
SNC Demo-1 to misja demonstracyjna statku kosmicznego Dream Chaser w ramach kontraktu Commercial Resupply Services finansowanego przez NASA. Produkcja statku Dream Chaser odbywa się w Teksasie, Kolorado i na Florydzie. Wszystkie operacje misji zostaną przeprowadzone z centrów kontroli w Kolorado i Houston w Teksasie. Misja Dream Chaser Demo-1 oraz sześć kolejnych misji zakontraktowanych przez NASA zostanie wystrzelonych przez rakietę nośną Vulcan Centaur, która należy do United Launch Alliance.